# 花五宝
花五宝（1924年—2024年3月10日），原名张淑筠，女，天津人，中国梅花大鼓演员，第六届中国曲艺牡丹奖终身成就奖得主。